# Dynodorcus grandis moriyai
Dynodorcus grandis moriyai es una especie de coleóptero de la familia Lucanidae.

## Distribución geográfica
Habita en Birmania.